# Bolzenschneider

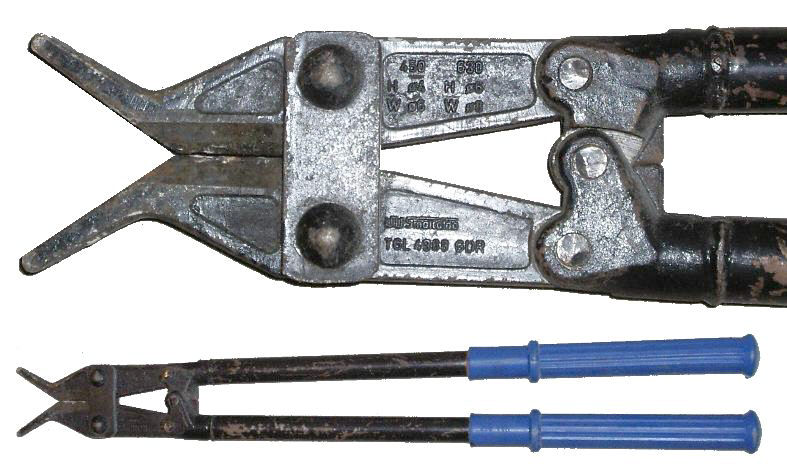
Oben: Detail Kopf mit Einfädelhilfe und mechanischer Übersetzung; unten: Gesamtansicht

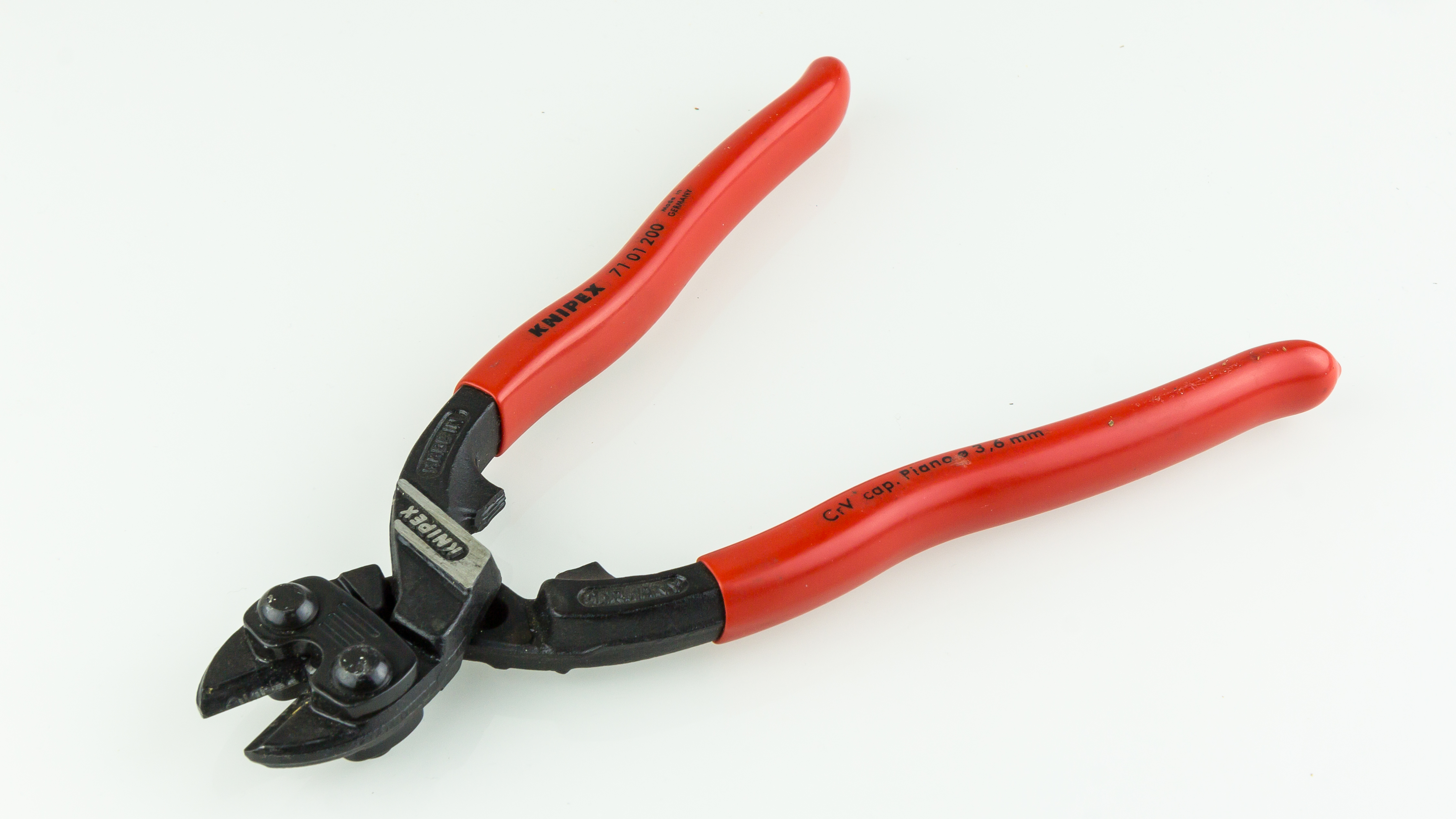
200-mm-Kompakt-Bolzenschneider für 6-mm-Kupferdraht oder 3,6-mm-Pianodraht.

Animierte Darstellung beim Öffnen und Schließen

Ein Bolzenschneider ist eine Zange  zum Trennen und Zerteilen von Metall (in Deutschland nach DIN 8588). Er wird mit beiden Armen betrieben. Lange Hebel und ein doppelter Hebelmechanismus mit entsprechender Übersetzung ermöglichen eine große Krafteinwirkung auf die gehärteten Schneidflächen und das Werkstück. Die Form mit abgewinkelter Schneide wird als Mattenschneider bezeichnet. Die Schneideköpfe sind meistens auswechselbar.
Für leichtere Anwendungen gibt es den einhändig zu bedienenden Kompakt-Bolzenschneider.

## Verwendungsbereich
Der langheblige Bolzenschneider ist primär konstruiert und dimensioniert zur Vorbereitung von ungehärteten Bewehrungsmatten und Moniereisen im Stahlbetonbau. Die verarbeitbare Materialstärke für Baustahl ist je nach Größe und Schwere des Modells zwischen 8 und 13 mm, entsprechend weniger bei härteren Werkstoffen. Die Fähigkeit zur schnellen Durchtrennung von Schrauben, Stiften, Drähten, Bolzen, Nieten, Ketten etc. eröffnet den Einsatzbereich zum Knacken von Vorhänge- und Fahrradschlössern und als Einbruchswerkzeug.
Der Kompakt-Bolzenschneider hat vielfältigen Einsatz in Industrie und Handwerk zum Schneiden von weichen und harten Drähten und Pianodraht.
Weniger geeignet sind Bolzenschneider für Drahtseile, da diese zwischen den Scheiden auffächern können, die Seilenden damit beschädigen und als dünne Lage einzelner Litzen oft nicht durchtrennt werden können. Die dafür geeignete Drahtseilschere hat zwei symmetrische und gehärtete Schneiden, die aneinander vorbeilaufen und das Seil nicht quetschen, sondern abscheren bzw. schneiden. Die Schneiden sind geköpft, damit sie das Seil beim Schnitt festhalten.
Ausführungen zum schnellen Durchtrennen von Wanten und Stagen bei Mastbruch auf Segelschiffen werden Wantenschneider genannt.  Sie verwenden oft das Prinzip der Drahtseilschere, da Wanten heute meist Drahtseile sind.  Teilweise umfassen sie die Wanten vollständig, und sie nutzen eine eingebaute Ratsche mit Getriebe, um die Hebelwirkung zu erhöhen.

## Funktion Kompakt-Bolzenschneider
Beim Kompakt-Bolzenschneider sind die Griff-Arme fest mit den Schneiden verbunden, es gibt keine doppelte Übersetzung. Oberflächlich gesehen sind die beiden Arme unabhängig voneinander in den sichtbaren Querstegen gelagert. Zwischen den Stegen sind die Arme jedoch mechanisch gekoppelt, sodass sie sich nur synchron bewegen können. Der effektive Drehpunkt der Griffe liegt dadurch nur etwa 2,5 mm hinter den Schneiden. Beim Schneiden eines 5 mm starken Drahts liegt die Drahtmitte 2,5 + 2,5 = 5 mm vor dem Drehpunkt. Zusammen mit 200 mm langen Griffen ergibt sich ein Hebelverhältnis von 1:40. Im Vergleich dazu liegt bei Seitenschneidern ohne zweiten Hebel der Drehpunkt ca. 7,5 mm vom Beginn der Schneide. Die Mitte eines 5 mm starken Drahts liegt 7,5 + 2,5 = 10 mm vom Drehpunkt, das Hebelverhältnis mit den für Seitenschneider typischen 150 mm langen Griffen erreicht nur 1:15.

## Leistungsstärkere Alternativen

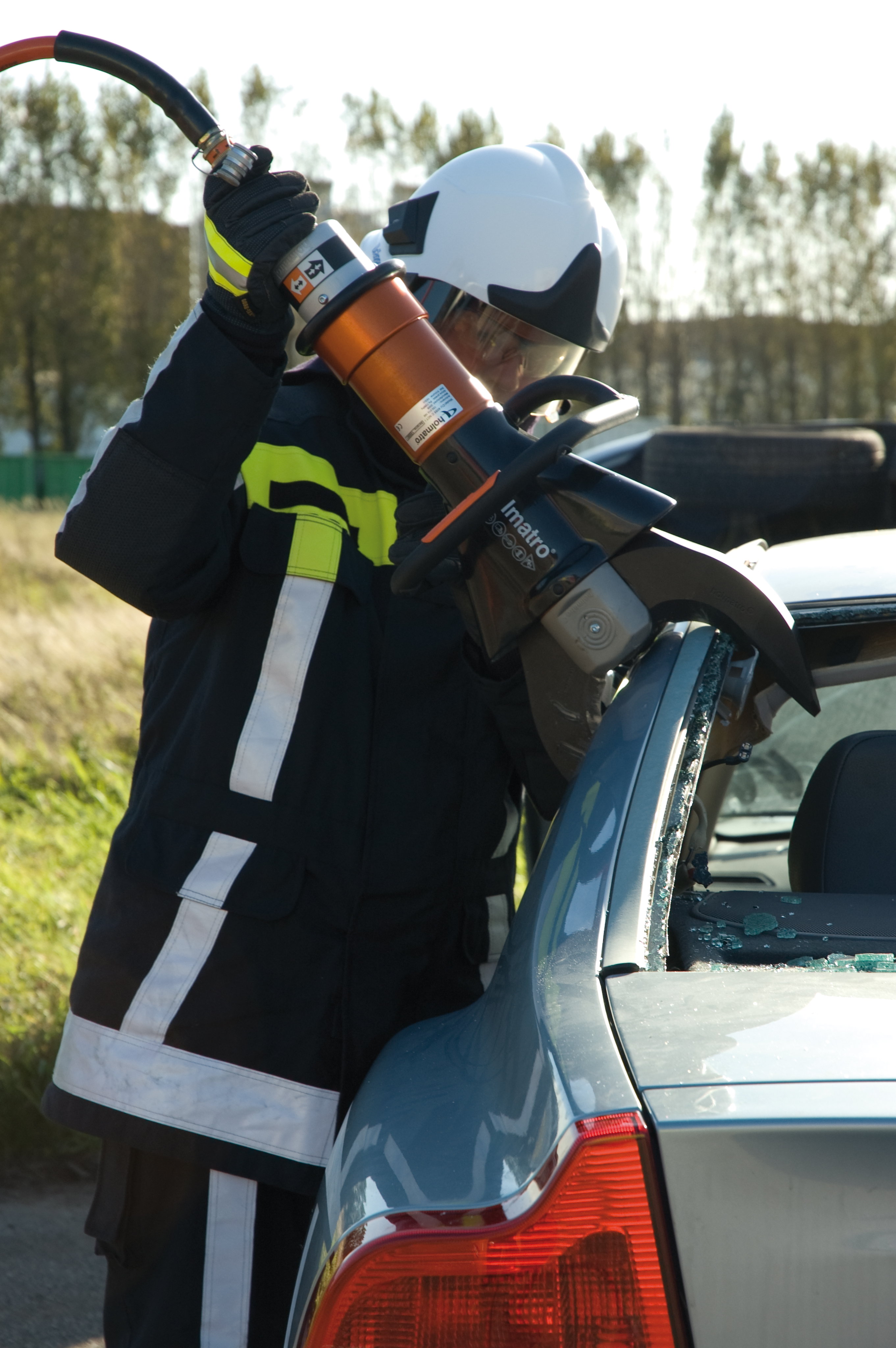
Rettungsschere beim Zertrennen der C-Säule eines Pkw

Für das Durchtrennen größerer Querschnitte oder festerer Werkstoffe werden auch entsprechend leistungsfähigere Bolzenschneider hergestellt. Hydraulische Schneidgeräte, wie sie zum Beispiel im Rettungseinsatz von der Feuerwehr und in Deutschland dem Technischen Hilfswerk eingesetzt werden (sogenannter Hydraulischer Rettungssatz), können solide Gegenstände ohne den gefährlichen Funkenflug eines alternativ einzusetzenden Winkelschleifers trennen.
Weiter gibt es auch pneumatische Bolzenschneider, die schneller arbeiten als hydraulische Schneidgeräte.